# Cefalotin
Cefalotin (INN) je cefalosporinski antibiotik prve generacije. On je bio privi cefalosporin koji je plasiran na trižište (1964). On je i dalje u širokoj upotrebi. Cefalotin se intravenoznol administerira. Njegov antimikrobni spektar je sličan cefazolinu i oralnom agensu cefaleksinu. Cefalotin natrijum je u prodaji pod imenom Keflin.